# Kōrli Stalte
Kōrli Stalte (lettisch: Kārlis Stalte; * 10. August 1870 in Mazirbe bei Dundaga; † 12. Januar 1947 Fehrbellin in Deutschland) war ein Lehrer, Küster, Organist, Dichter und Essayist aus Kurland. Er war ein sozialer und kultureller Aktivist.

## Leben
Kōrli Stalte besuchte das Gymnasium in Riga. Er arbeitete dann als Angestellter in Riga und Liepāja, als Lehrer in Dundaga und Mazirbe, als Sprachlehrer in Lielirbe und als Organist, Kantor und Küster in Mazirbe. 1922 gründete er den livischen Volkschor. Er war der erste Vorsitzende der 1923 gegründeten Livischen Vereinigung (livisch: Līvõd Īd, lettisch: Līvu Savienība) und bis 1940 deren Sekretär. In den Jahren 1933 bis 1939 war er Herausgeber und Chefredakteur des monatlichen Magazins „Līvli“.
Als 1939 wegen der Bestimmungen des Deutsch-Sowjetischen Grenz- und Freundschaftsvertrags die Umsiedelung der Deutsch-Balten angeordnet wurde, zog Stalte 1940 mit seiner Frau, die deutsch-baltischen Ursprungs war, nach Deutschland.

## Literarische Tätigkeit
Kōrli Stalte begann 1919 seine literarische Tätigkeit. Mit Unterstützung wissenschaftlicher und kirchlicher Organisationen in Finnland und Estland wurden Gedichte von livischen Dichtern, darunter von Stalte, veröffentlicht. Im Jahr 1924 wurde in Tallinn seine erste Gedichtsammlung veröffentlicht: Livõd lōlõd. Sie umfasst 24 Seiten und enthält 28 Gedichte. Stalte ist außerdem der erste Autor eines Lehrbuchs der Livischen Sprache.
Zusammen mit Lauri Kettunen arbeitete Stalte am größten Wörterbuch der livischen Sprache mit. Zu seinen Werken gehört auch eine Übersetzung des Neuen Testaments.
Stalte verfasste den livischen Text der livischen Nationalhymne „Min izāmō“ („Mein Vaterland“) auf die Melodie von Fredrik Pacius, die auch der Nationalhymne Finnlands und Estlands zugrunde liegt.
Kōrli Staltes Tochter Margareta Stalte vertonte mehrere Gedichte ihres Vaters.